# Campeonato Mundial de Ciclismo en Ruta de 2012
El LXXIX Campeonato Mundial de Ciclismo en Ruta se realizó en Valkenburg –provincia de Limburgo– (Países Bajos) entre el 15 y el 23 de septiembre de 2012, bajo la organización de la Unión Ciclista Internacional (UCI) y la Real Unión Ciclista de los Países Bajos.
El campeonato constó de carreras en las especialidades de contrarreloj y de ruta, en las divisiones élite masculino, élite femenino y masculino sub-23; las pruebas de contrarreloj se disputaron individualmente y por equipos. Esta última modalidad se dejó de efectuar en 1994, y desde este Mundial se comenzó a realizar por equipos ciclistas. La decisión del cambio se debió a que la UCI consideró que no habría la cantidad suficiente de federaciones nacionales preparadas para este tipo de competición. En total se otorgaron ocho títulos de campeón mundial.

## Calendario
| Evento                             | Día   | Trayecto                               | Distancia (km) |
| ---------------------------------- | ----- | -------------------------------------- | -------------- |
| Contrarreloj por equipos masculina | 16.09 | Sittard – Valkenburg                   | 53,2           |
| Contrarreloj por equipos femenina  | 16.09 | Sittard – Valkenburg                   | 34,2           |
| Contrarreloj sub-23 masculina      | 17.09 | Landgraaf – Valkenburg                 | 36,0           |
| Contrarreloj femenina              | 18.09 | Eijsden – Valkenburg                   | 24,3           |
| Contrarreloj masculina             | 19.09 | Heerlen – Valkenburg                   | 45,7           |
| Ruta sub-23 masculina              | 22.09 | Circuito entre Valkenburg y Maastricht | 177,0          |
| Ruta femenina                      | 22.09 | Circuito entre Valkenburg y Maastricht | 129,0          |
| Ruta masculina                     | 23.09 | Maastricht – Valkenburg                | 267,0          |

## Resultados

### Masculino
- Contrarreloj individual

| Puesto | Ciclista       | País           | Tiempo     |
| ------ | -------------- | -------------- | ---------- |
| Oro    | Tony Martin    | Alemania       | 58:38,76   |
| Plata  | Taylor Phinney | Estados Unidos | 58:44,13   |
| Bronce | Vasil Kirienka | Bielorrusia    | 1:00:13,75 |

- Contrarreloj por equipos

| Puesto | Ciclistas | Equipo (país)                        | Tiempo     |
| ------ | --- | ------------------------------------ | ---------- |
| Oro    | Tony Martin ( Alemania) · Tom Boonen ( Bélgica) · Kristof Vandewalle ( Bélgica) · Niki Terpstra ( Países Bajos) · Sylvain Chavanel ( Francia) · Peter Velits ( Eslovaquia)                 | Omega Pharma-Quick Step · ( Bélgica) | 1:03:17,17 |
| Plata  | Tejay van Garderen ( Estados Unidos) · Taylor Phinney ( Estados Unidos) · Alessandro Ballan ( Italia) · Philippe Gilbert ( Bélgica) · Marco Pinotti ( Italia) · Manuel Quinziato ( Italia) | BMC Racing ( Estados Unidos)         | 1:03:20,40 |
| Bronce | Svein Tuft ( Canadá) · Sebastian Langeveld ( Países Bajos) · Cameron Meyer ( Australia) · Luke Durbridge ( Australia) · Jens Mouris ( Países Bajos) · Sam Bewley ( Nueva Zelanda)          | Orica-GreenEDGE ( Australia)         | 1:04:04,23 |

- Ruta

| Puesto | Ciclista             | País    | Tiempo  |
| ------ | -------------------- | ------- | ------- |
| Oro    | Philippe Gilbert     | Bélgica | 6:10:41 |
| Plata  | Edvald Boasson Hagen | Noruega | 6:10:45 |
| Bronce | Alejandro Valverde   | España  | 6:10:46 |

### Femenino
- Contrarreloj individual

| Puesto | Ciclista        | País           | Tiempo   |
| ------ | --------------- | -------------- | -------- |
| Oro    | Judith Arndt    | Alemania       | 32:26,46 |
| Plata  | Evelyn Stevens  | Estados Unidos | 33:00,23 |
| Bronce | Linda Villumsen | Nueva Zelanda  | 33:07,03 |

- Contrarreloj por equipos

| Puesto | Ciclistas | Equipo (país)                          | Tiempo   |
| ------ | --- | -------------------------------------- | -------- |
| Oro    | Trixi Worrack ( Alemania) · Ellen van Dijk ( Países Bajos) · Ina Teutenberg ( Alemania) · Evelyn Stevens ( Estados Unidos) · Amber Neben ( Estados Unidos) · Charlotte Becker ( Alemania) | Specialized-Lululemon · ( Alemania)    | 46:31,63 |
| Plata  | Linda Villumsen ( Nueva Zelanda) · Alex Rhodes ( Australia) · Melissa Hoskins ( Australia) · Loes Gunnewijk ( Países Bajos) · Shara Gillow ( Australia) · Judith Arndt ( Alemania)        | Orica-AIS ( Australia)                 | 46:55,82 |
| Bronce | Kirsten Wild ( Países Bajos) · Emma Pooley ( Reino Unido) · Sharon Laws ( Reino Unido) · Jessie Daams ( Bélgica) · Lucinda Brand ( Países Bajos) · Chantal Blaak ( Países Bajos)          | AA Drink-Leontien.nl · ( Países Bajos) | 48:30,95 |

- Ruta

| Puesto | Ciclista             | País         | Tiempo  |
| ------ | -------------------- | ------------ | ------- |
| Oro    | Marianne Vos         | Países Bajos | 3:14:29 |
| Plata  | Rachel Neylan        | Australia    | 3:14:39 |
| Bronce | Elisa Longo Borghini | Italia       | 3:14:47 |

### Sub-23
- Contrarreloj individual

| Puesto | Ciclista       | País      | Tiempo   |
| ------ | -------------- | --------- | -------- |
| Oro    | Anton Vorobyev | Rusia     | 44:09,02 |
| Plata  | Rohan Dennis   | Australia | 44:53,41 |
| Bronce | Damien Howson  | Australia | 45:00,14 |

- Ruta

| Puesto | Ciclista         | País       | Tiempo  |
| ------ | ---------------- | ---------- | ------- |
| Oro    | Alexéi Lutsenko  | Kazajistán | 4:20:15 |
| Plata  | Bryan Coquard    | Francia    | 4:20:15 |
| Bronce | Tom Van Asbroeck | Bélgica    | 4:20:15 |

## Medallero
| Núm. | País           | Oro | Plata | Bronce | Total |
| ---- | -------------- | --- | ----- | ------ | ----- |
| 1    | Alemania       | 3   | 0     | 0      | 3     |
| 2    | Bélgica        | 2   | 0     | 1      | 3     |
| 3    | Países Bajos   | 1   | 0     | 1      | 2     |
| 4    | Kazajistán     | 1   | 0     | 0      | 1     |
| 4    | Rusia          | 1   | 0     | 0      | 1     |
| 6    | Australia      | 0   | 3     | 2      | 5     |
| 7    | Estados Unidos | 0   | 3     | 0      | 3     |
| 8    | Francia        | 0   | 1     | 0      | 1     |
| 8    | Noruega        | 0   | 1     | 0      | 1     |
| 10   | Bielorrusia    | 0   | 0     | 1      | 1     |
| 10   | España         | 0   | 0     | 1      | 1     |
| 10   | Italia         | 0   | 0     | 1      | 1     |
| 10   | Nueva Zelanda  | 0   | 0     | 1      | 1     |
|      | TOTAL          | 8   | 8     | 8      | 24    |